# Ermengarda de Italia
Ermengarda (también Ermengarde o Irmingard) fue la única hija superviviente del emperador Luis II. En 876, se casó con Bosón, de los Bosónidas, conde de Vienne, quien se proclamó rey de Provenza en 879.
En mayo de 878, ella y su esposo protegieron al papa Juan VIII, que había huido de los sarracenos, en Arlés. Después del golpe de Estado de su esposo en octubre de 879, ayudó a defender sus ciudades de sus parientes carolingios. En 880, defendió exitosamente la misma Vienne, la capital, de las fuerzas combinadas de Carlos el Calvo y los cogobernantes reyes de Francia, Luis III y Carlomán. En agosto de 881, el recientemente coronado emperador Carlos el Gordo saqueó y quemó Vienne, obligando a Ermengarda y sus hijos a refugiarse en Autun con su cuñado Ricardo, duque de Borgoña. Mientras tanto, Bosón huyó a Provenza.
A la muerte de Bosón en enero de 887, los barones provenzales eligieron a Ermengarda para que actuase como su regente, con el apoyo de Ricardo. En mayo, Ermengarda viajó con su hijo Luis a la corte de Carlos el Gordo y recibió el reconocimiento del joven Luis como rey. Carlos adoptó a Luis como su hijo y puso tanto a la madre como al hijo bajo su protección. En mayo de 889, ella marchó a ver al sucesor de Carlos, Arnulfo, para renovar la sumisión.
A través de su matrimonio con Bosón, Ermengarda también tuvo dos hijas y un hijo:
- Ermengarda (h. 877–917), quien casó con Manasses, conde de Chalon.
- Engelberga, quien se casó con Guillermo el Pío, conde de Auvernia.
- Luis III el Ciego.